# Salix arctophila
Salix arctophila är en videväxtart som beskrevs av Cockerell och Heller. Salix arctophila ingår i släktet viden, och familjen videväxter. Inga underarter finns listade i Catalogue of Life.